# Mérope de Atenas
Mérope era una princesa ateniense, hija del rey Erecteo y de Praxitea, la hija de Frásimo. Según Plutarco, fue la madre del famoso Dédalo, el constructor del laberinto de Creta. Tuvo como hermanas a Protogenia, Pandora, Procris, Creúsa , Oritía, Ctonia, y Merope; y como hermanos a Cécrope, Orneo, Tespio, Metión, Siquión, Pandoro, Alcón y Eupálamo.